# 松平親貞 (大草松平家)
松平 親貞（まつだいら ちかさだ）は、戦国時代の三河国の武将。大草松平家2代当主。

## 略歴
松平氏の庶流で、岡崎城主・西郷氏の跡を継承した松平光重の嫡男。延徳4年（1492年）父と連名で額田郡蓬生の武士・小島正秀へ同郡生平郷に所領を宛がっている。明応5年（1496年）菅生の満性寺に領地を寄進している。前後して父より岡崎城主を譲られたようで、文亀元年（1501年）大樹寺で行われた安祥城主・松平親忠の葬儀に参列し、直後に松平一族によって作成された大樹寺への禁制に「岡崎左馬允親貞」として連署している。
親貞には嗣子がなかったため弟の信貞に岡崎城を譲ったとされ、永正8年（1511年）には信貞が史料上に現れる。永正年間には今川氏親・伊勢宗瑞による三河侵攻を松平氏は辛うじて退けており、親貞はこの戦乱の最中に戦死したことが考えられる。